# Nationaal park Naracoorte Caves
Het Nationaal park Naracoorte Caves (Engels: Naracoorte Caves National Park) is sinds 2001 een nationaal park in de Australische deelstaat Zuid-Australië.
In 1994 werden de Naracoorte Caves toegevoegd aan de Werelderfgoedlijst vanwege het belang van de fossielen die in de grotten te vinden waren. Het park heeft een omvang van 600 hectare, waarvan 305 hectare met 26 grotten tot het Werelderfgoed behoort.
Gedurende duizenden jaren vielen dieren in de kalksteengrotten van Naracoorte Caves. Een groot aantal fossielen is gevonden, behorend tot bijna honderd verschillende diersoorten waaronder de buidelwolf Thylacinus cynocephalus, de buidelleeuw Thylacoleo carnifex, de grote kangoeroe Procoptodon en de grote herbivoor Diprotodon.